# Debraď
Debraď (hongrois : Debrőd) est un village de Slovaquie situé dans la région de Košice.

## Histoire
Première mention écrite du village en 1255.
La localité fut annexée par la Hongrie après le premier arbitrage de Vienne le 2 novembre 1938. En 1938, on comptait 621 habitants dont 6 d'origines juives. Elle faisait partie du district de Cserhát-Encs (hongrois : Cserhát-encsi járás). Le nom de la localité avant la Seconde Guerre mondiale était Debraď/Debrőd. Durant la période 1938 - 1945, le nom hongrois Debrőd était d'usage. À la libération, la commune a été réintégrée dans la Tchécoslovaquie reconstituée.

## Démographie

### Évolution de la population
| Année:               | 1994. | 2004.   | 2014.   | 2024.   |
| -------------------- | ----- | ------- | ------- | ------- |
| Nombre de personnes: | 389   | 380     | 384     | 400     |
| Différence:          |       | -2,31 % | +1,05 % | +4,16 % |

| Année:               | 2023. | 2024.   |
| -------------------- | ----- | ------- |
| Nombre de personnes: | 409   | 400     |
| Différence:          |       | -2,20 % |

## Transport
Debraď possède une gare sur la ligne de chemin de fer 168.